# Dragó de korowai
El dragó de korowai (Woodworthia korowai), també conegut com el dragó muriwai, és un dragó que es troba a la costa oest de la regió d'Auckland de Nova Zelanda. Descobert per primera vegada a l'illa d'Oaia el 1954, l'espècie va ser reconeguda com a diferent de la Woodworthia maculata el 2016 i es va descriure formalment el 2023. El 2023 es va concloure que només quedacen 32 individus, i l'espècie es troba exclusivament al parc regional de Muriwai i a l'illa d'Oaia.

## Taxonomia
El dragó de korowai es van identificar per primera vegada a la costa oest de la regió d'Auckland el 1954; tot i que es va identificar com a Woodworthia maculata. Va ser reconegut per primera vegada com una espècie diferent el 2016. Va ser descrit formalment l'any 2023 pels herpetòlegs Dylan van Winkel, Sarah Jane Wells, Nicholas Harker i Rod Hitchmough, basant-se en diferències morfològiques i genètiques.

## Descripció
És de color gris o marró sorrenc, té una marca "v" invertida entre els ulls, i ratlles més clares a la meitat posterior del seu cos. L'espècie creix fins a una longitud de fins a 69 mil·límetres des del nas fins a la cloaca.
Es pot distingir del Dactylocnemis pacificus a causa de la separació de les fosses nasals i l'escala rostral, i del Woodworthia maculata perquè té seccions finals més curtes de les seves cames (falanges distals).
És un animal nocturn. Es coneix poc de la seva dieta, en captivitat se'ls alimenta majoritàriament d'invertebrats i fruita.

## Habitat

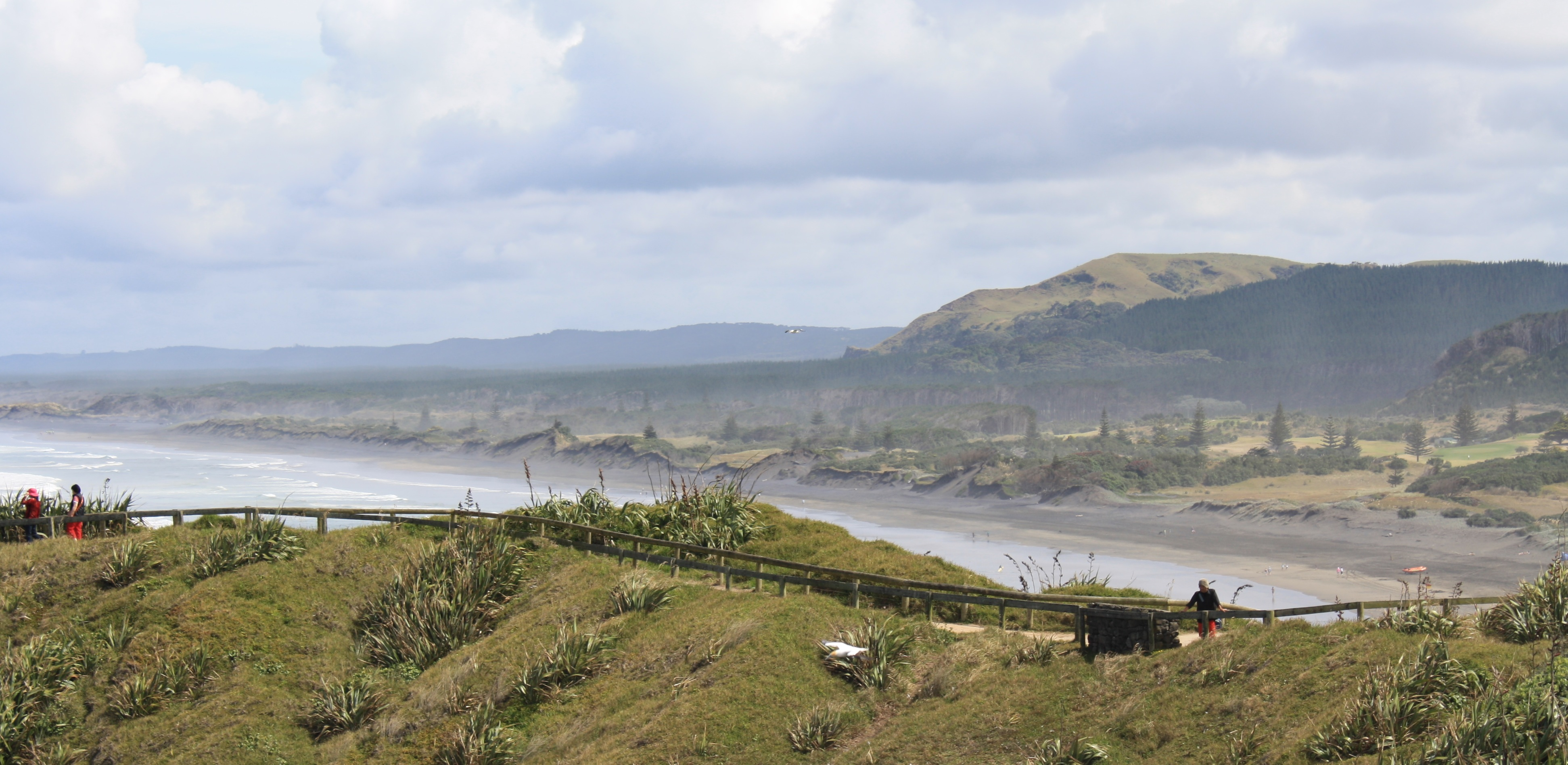
L'espècie té un abast restringit, principalment viu a les dunes de sorra al voltant de la platja de Muriwai

El 2023 es va concloure que només quedacen 32 individus, i l'espècie es troba exclusivament al parc regional de Muriwai i a l'illa d'Oaia. El dragó de korowai viu principalment a les dunes de sorra. L'ecologista sènior del Consell d'Auckland, Melinda Rixon, està preocupada perquè l'accés de vehicles fora de carretera a l'hàbitat del dragó a la platja de Muriwai pugui afectar negativament l'espècie.
L'espècie es troba exclusivament a la costa oest de l'illa del nord, mentre que Woodworthia maculata es troba a la costa est. Les dues espècies costaneres probablement estan separades geogràficament pel dragó del Pacífic, l'àrea de distribució del qual és principalment terra endins.

## Galeria

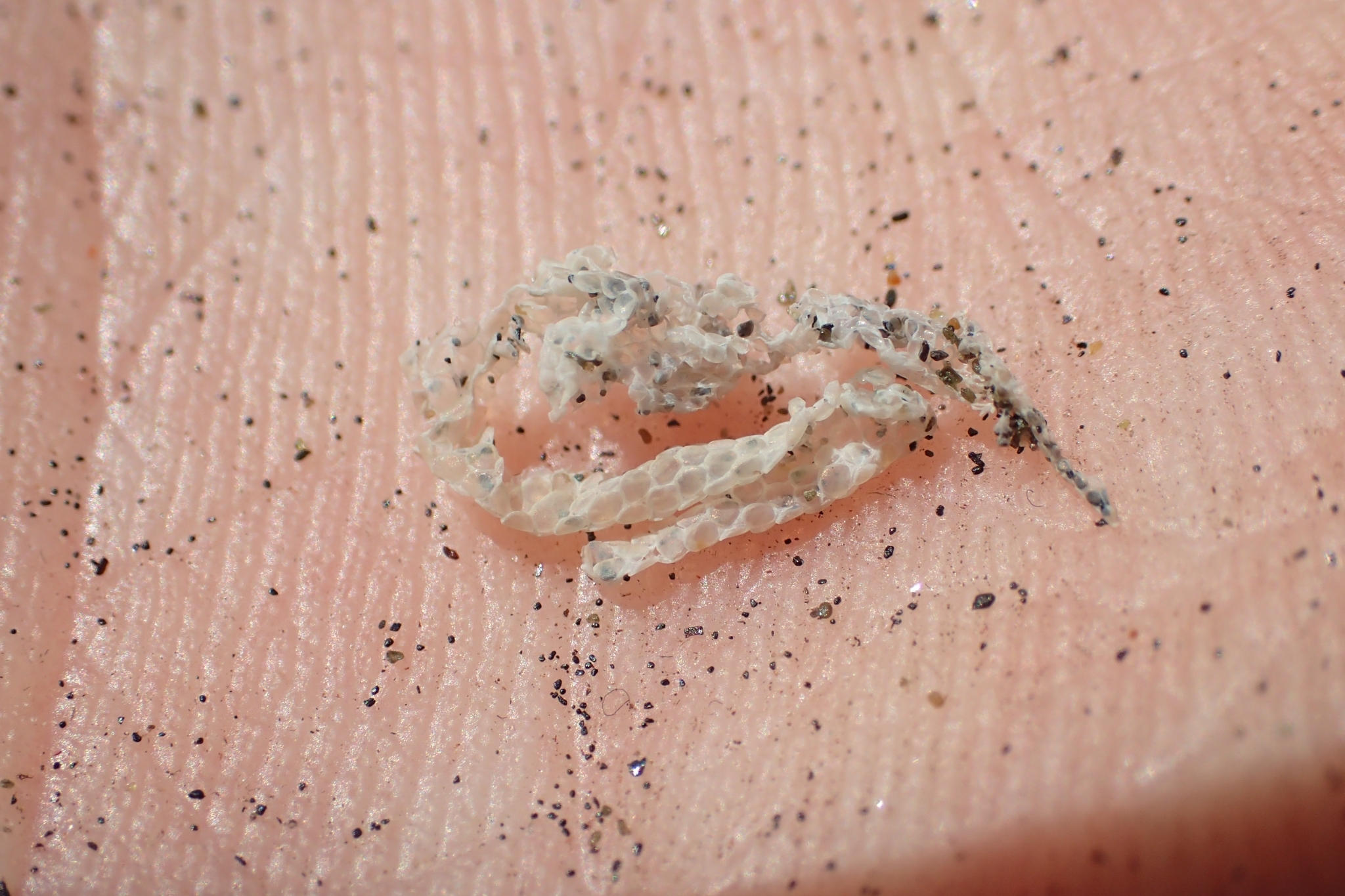
Escates de dragó de korowai trobades a la platja Muriwai
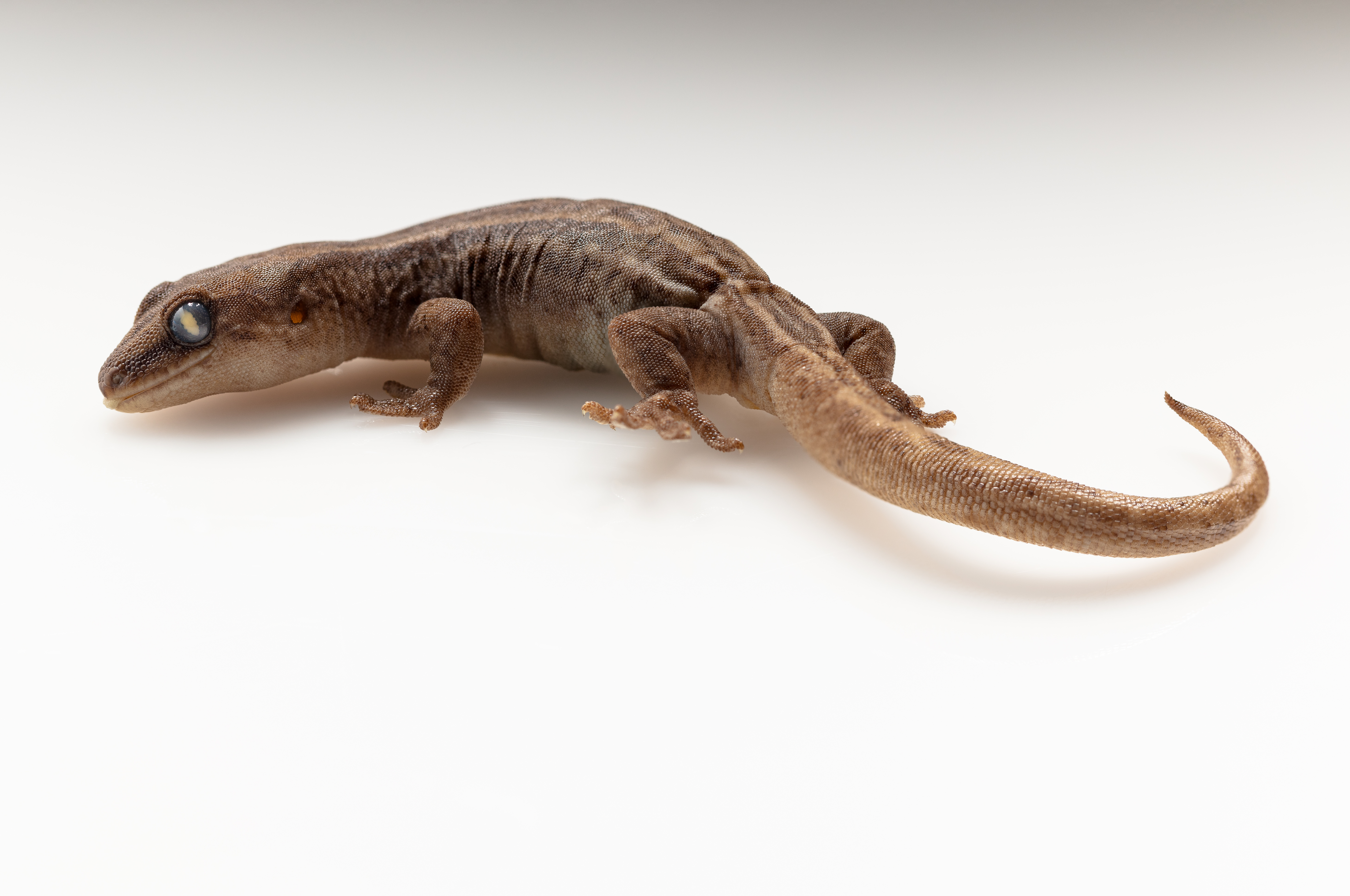
Holotip del dragó de korowai del Museu Memorial de Guerra d'Auckland
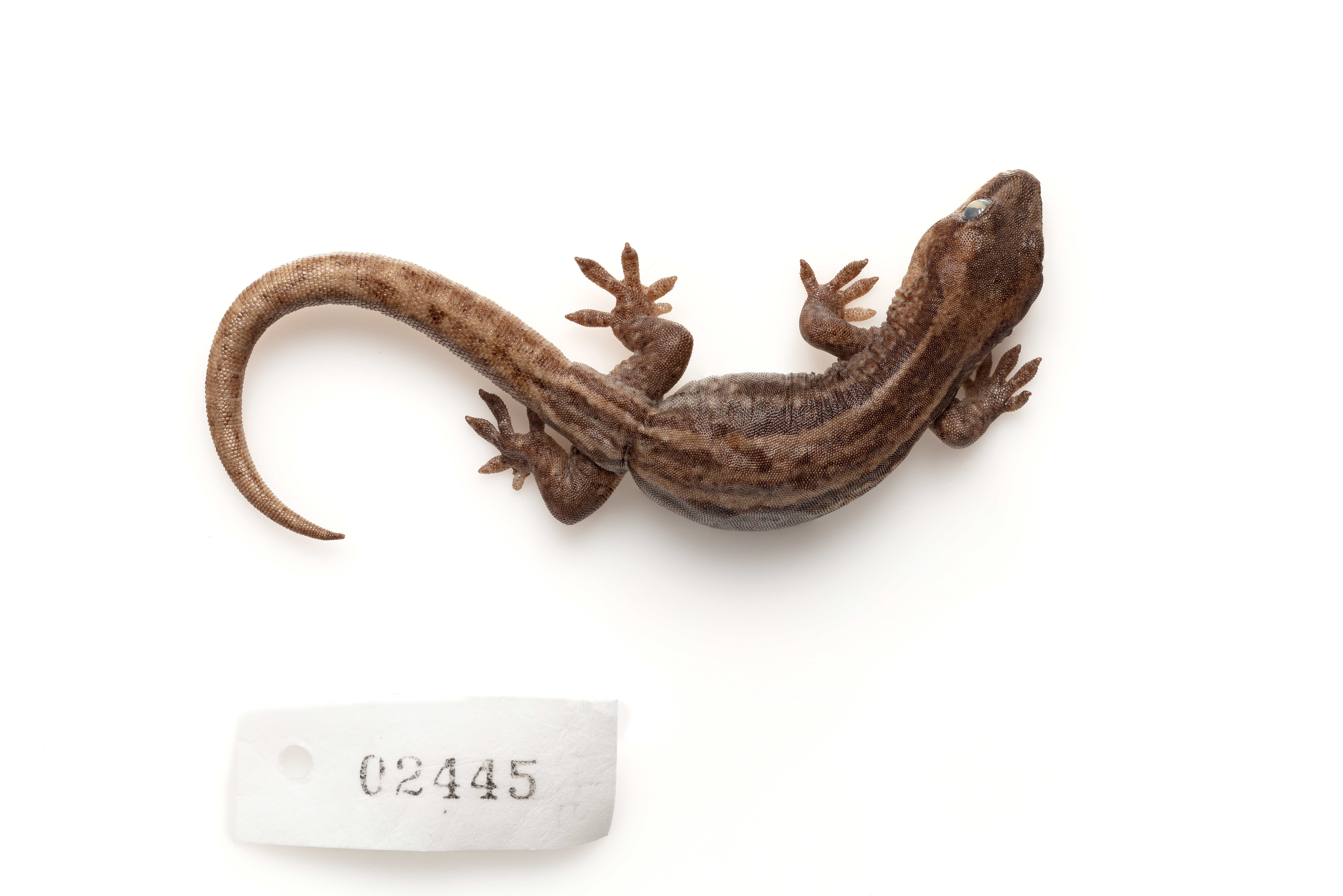
Holotip del dragó de korowai del Museu Memorial de Guerra d'Auckland
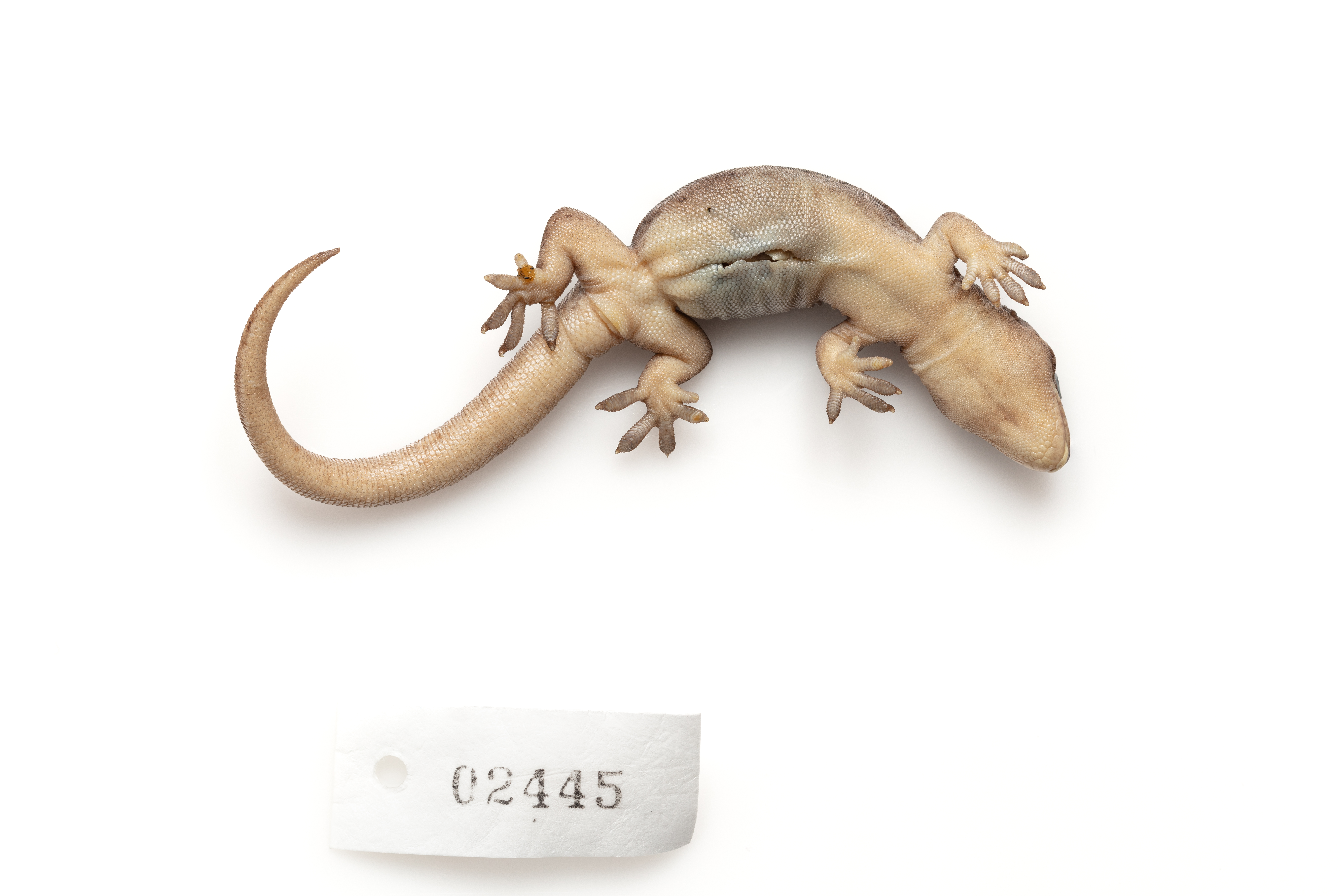
Holotip vist des del ventre del dragó de korowai del Museu Memorial de Guerra d'Auckland